# Катастрофа Ту-134 в Нахичевани
Катастрофа Ту-134 в Нахичевани — крупная авиационная катастрофа, произошедшая во вторник 5 декабря 1995 года. Авиалайнер Ту-134Б-3 компании АЗАЛ (Азербайджанские авиалинии) выполнял регулярный пассажирский рейс A-56 по маршруту Нахичевань—Баку, когда вскоре после вылета у него отказал один из двигателей. Запутавшись в возникшей ситуации, экипаж ошибочно отключил второй, исправный двигатель. Тогда командир принял решение осуществить аварийную посадку на поле, но при попытке отвернуть от жилых районов, ввёл самолёт в слишком крутой крен с быстрой потерей высоты. Авиалайнер совершил вынужденную посадку на поле и врезался в бетонное основание линии электропередачи, в результате чего полностью разрушился. В происшествии погибли 52 человека из 82 находившихся на борту. 
Катастрофа рейса 56 стала третьей крупнейшей авиационной катастрофой в Азербайджане после катастроф Ил-76 под Баку в 1989 году и Ан-24 под Баку.

## Самолёт
Ту-134Б с регистрационным номером 65703 (заводской — 63383, серийный — 59-02) был выпущен Харьковским авиационным заводом 28 августа 1980 года и далее передан Министерству гражданской авиации, которое уже направило авиалайнер в 1-й Рижский объединённый авиаотряд Латвийского управления гражданской авиации, а 20 июля 1982 года его перевели в Бакинский объединённый авиаотряд Азербайджанского управления гражданской авиации. После распада СССР и ликвидации Министерства гражданской авиации, борт 65703 23 сентября 1993 года перешёл к азербайджанской АЗАЛ, входящей в концерн «Азербайджанские авиалинии». 23 ноября 1994 года на самолёт были поставлены двигатели Д-30 3-й серии, то есть модель авиалайнера сменилась на Ту-134Б-1. Последний ремонт борт 63383 проходил 30 марта 1993 года на заводе № 407 Гражданской авиации (Минск), а всего он проходил 8 ремонтов. При назначенном ресурсе 35 тысяч часов налёта и 20 тысяч посадок, самолёт на момент катастрофы имел 27 500 часов 29 минут налёта и 17 893 посадки, после последнего ремонта — 4495 часов 25 минут налёта и 2685 посадок.

### Двигатели
На момент катастрофы самолёт был оборудован двумя турбореактивными двигателями Д-30 3-й серии.
| Параметр                        | Левый двигатель               | Правый двигатель             |
| ------------------------------- | ----------------------------- | ---------------------------- |
| Заводской №                     | МС 01113064                   | МС 02213022                  |
| Дата изготовления               | 3 апреля 1981                 | 15 июня 1982                 |
| Изготовитель                    | Пермское АО                   | Пермское АО                  |
| Назначенный ресурс              | 18 000 часов                  | 18 000 часов                 |
| Дата установки на самолёт       | 23 ноября 1994                | 23 ноября 1994               |
| Наработка с начала эксплуатации | 16 428 часов                  | 16 458 часов                 |
| Количество ремонтов             | 8                             | 5                            |
| Последний ремонт                | 1 апреля 1993 завод 402 ГА    | 26 февраля 1993 завод 402 ГА |
| Наработка с последнего ремонта  | 1444 часа 25 минут 730 циклов | 1444 часа 730 циклов         |

Существует запись в бортжурнале за 20 ноября 1995 года: «При включении системы кондиционирования ощущается запах масляной гари». После этого авиатехники аэропорта Бина выполнили перечень работ по выявлению причины и устранению дефекта, однако не смогли выявить его и устранить. Далее до 27 ноября борт 65703 совершил 19 полётов, в которых при появлении запаха гари экипаж снижал отбор воздуха от двигателей.
27 ноября в бортжурнале появилась повторная запись о наличии запаха гари в кабине. После этого при проведении работ удалось выяснить, что причиной запаха была неисправность левого двигателя, либо части системы отбора и кондиционирования воздуха, связанной с левым двигателем. 2 декабря были проведены дополнительные работы по устранению дефекта «Запах гари в кабине», после чего в бортжурнале появилась запись «Замечаний нет», которая соседствовала с зачёркнутой записью «Запах гари незначительный». Также ещё 30 ноября в адрес Быковского авиаремонтного завода (Москва) была отправлена телеграмма, в которой вызывался представитель завода для предъявления рекламации и устранения дефекта. В ответ 5 декабря пришла телеграмма, в которой был запрос на предъявление дополнительной информации о проявлениях дефекта и результатах осмотров, в частности запрашивалось, производился ли контроль жаровых труб.
За сутки до катастрофы самолёт совершил 5 полётов, но никаких замечаний о наличии запаха гари в кабине и пассажирском салоне при этом не было. С 20 ноября (первая запись о запахе гари) и до 5 декабря 1995 года (катастрофа) самолёт выполнил 30 лётных часов.

## Экипаж
Командир воздушного судна (КВС) — 39-летний пилот 1-го класса ГА Эдуард Халилович Гасанов. В 1975 году окончил Краснокутское ЛУГА, где получил среднее специальное образование, а в 1988 году при Ульяновском центре ГА СЭВ был переучен на Ту-134. Общий налёт составлял 9534 часа, из них на Ту-134 — 3641 час, в том числе 1478 часов в качестве командира. Налёт в 1995 году 333 часа, в том числе 143 часа ночью. Был допущен к полётам по 1-й категории метеоминимума (60 на 800 метров). Ранее авиационных происшествий и инцидентов не имел. На момент катастрофы работал 5 часов 30 минут, из них в полётах — 1 час 11 минут.
Второй пилот — 30-летний пилот 3-го класса ГА Сергей Георгиевич Кулиев. В 1985 году окончил Сасовское ЛУГА, где получил среднее специальное образование, далее в УТЦ Госконцерна был переучен по программе командира Ту-134. Общий налёт составлял 4557 часов, из них на Ту-134 — 264 часа, включая 120 часов ночью. К лётной работе был годен без ограничений. Ранее авиационных происшествий и инцидентов не имел.
Штурман-инструктор — 35-летний штурман 3-го класса ГА Сергей Владимирович Шамов. В 1982 году окончил Каспийское военно-морское училище, где получил высшее специальное образование, а в 1994 году прошёл переподготовку в УАЦ. Общий налёт составлял 623 часов, весь на Ту-134. Налёт в 1995 году 491 час, в том числе 240 часов ночью.
Бортмеханик — 31-летний бортмеханик 3-го класса ГА Александр Владимирович Соколов. В 1984 году он окончил Кирсановское АТУГА, где получил среднее специальное образование, а в 1992 году в Ульяновском центре ГА СЭВ переучился на Ту-134. Имел налёт на Ту-134 869 часов. Налёт в 1995 году 295 часов, в том числе 130 часов ночью. К лётной работе был годен без ограничений. Ранее авиационных происшествий и инцидентов не имел.
Согласно имеющимся нормативным документам, экипаж в полном объёме прошёл все виды подготовок. В этом составе в 1995 году было выполнено уже 50 полётов. Профессиональная подготовка и опыт лётной работы соответствовали уровню, необходимому для выполнения полётного задания.

## Хронология событий

### Предшествующие обстоятельства
Экипаж выполнял рейс А-55/56 по маршруту Баку—Нахичевань—Баку. В 15:28 (UTC+3) Ту-134 вылетел из Бакинского аэропорта и в 16:37 приземлился в аэропорту Нахичевани. Этот этап полёта прошёл без особенностей, замечаний у экипажа по работе агрегатов и систем воздушного судна не было. В 17:00 экипаж начал готовиться к вылету в обратный рейс (A-56). Всего на борту находились 6 членов экипажа (лётный экипаж и два бортпроводника), 76 пассажиров (поначалу СМИ ошибочно называли 74) и 1380 килограмм ручной клади и багажа. В баках находилось 7500 литров авиационного топлива ТС-1. Взлётный вес по документам составлял 44 300 килограмм, центровка 24,6 % САХ, то есть в пределах ограничений, установленных РЛЭ самолёта Ту-134. Экипаж запустил двигатели, и в процессе выруливания на исполнительный старт выполнил все необходимые проверки работоспособности систем самолёта. При этом не возникло никаких отклонений, которые бы могли препятствовать выполнению взлёта.

### Отказ двигателя
В 17:52:09 (далее этот момент времени принят за начало отсчёта), после наступления темноты, командир доложил диспетчеру о готовности, на что получил разрешение на взлёт. Взлёт выполнялся вторым пилотом. На 26-й секунде РУДы обоих двигателей были переведены во взлётный режим. Взлёт был выполнен без существенных замечаний, лишь несколько превышены скорости подъёма переднего колеса (Vr) и отрыва (V2), а также угол тангажа, но на безопасность это не влияло. Через 3 секунды с момента отрыва от полосы в 8—10 метрах от неё и при приборной скорости 317 км/ч экипаж убрал шасси. В этот момент начала медленно расти температура (3° в секунду) газов за турбиной левого (№ 1) двигателя. На 86-й секунде при приборной скорости 335 км/ч и на высоте 60 метров произошёл отказ левого двигателя, при этом температура газов за турбиной подскочила до 680 °C, резко уменьшилась виброскорость и упали обороты ротора по обоим каскадам. В кабине сработала разовая команда «Отказ генераторов 1-го двигателя», а самолёт начало кренить влево. Однако такие команды, как «Пожар двигателя», «Опасная вибрация», «Минимальное давление масла», «Стружка в масле» и «Реверс включен» при этом не прозвучали. Само табло «Отказ генераторов 1-го двигателя» было вне прямой видимости членов экипажа, так как кресло бортмеханика находилось во взлётно-посадочном положении.
Из-за отказа двигателя на среднем приборном щитке начала быстро вращаться одна из стрелок указателя оборотов ротора в сторону уменьшения. Бортмеханик это своевременно заметил, а следом и капитан ощутил замедление роста скорости. Второй пилот, который пилотировал самолёт, спонтанно парировал левый крен, отклонил руль высоты вниз (на пикирование), а руль направления вправо, чтобы создать координируемое устойчивое скольжение.
Ошибочно бортмеханик решил, что отказал правый двигатель, о чём доложил капитану. При этом на распознавание отказавшего двигателя у него ушло всего 3 секунды, тогда как фактически для этого необходимо не менее 5 секунд. В этой ситуации наиболее вероятно, что бортмеханик руководствовался изменением положения стрелок приборов контроля работы двигателей без считывания значений показаний приборов. Это связано с тем, что на спаренном указателе оборотов роторов двигателей соосные стрелки левого и правого двигателя отличаются только номерами 1 и 2 соответственно, которые при ночных условиях трудно разглядеть. Ещё одним из факторов такой спешки сыграло несовершенство методики подготовки экипажей к действиям при пожаре в двигателе, в которой главным критерием обученности считается время его реакции на отказ. В этой ситуации бортмеханик подозревал, что произошло возгорание в двигателе, в связи с чем в возникшей стрессовой ситуации и сделал поспешный вывод.
Когда капитан услышал об отказе правого двигателя, то он взял управление на себя. К тому моменту второй пилот уже успел сбалансировать самолёт к новым условиям полёта и чувствовал, что самолёт разворачивает не вправо, как при отказе правого двигателя, а влево. Но в стрессовой ситуации второй пилот не мог перейти психологический рубеж и сказать, что, вероятно, бортинженер ошибается. Капитан при этом до взятия управления не держался «мягко» за органы управления и не контролировал действия второго пилота. Впоследствии на опросе он заявил, что не заметил разворота самолёта и не ощутил отклонение рулей. Все положения РЛЭ и технологии работы экипажа самолёта Ту-134 ориентированы на управление самолёта командиром, и нет указаний о перераспределении обязанностей в экипаже и изменений в технологии при пилотировании самолёта вторым пилотом.

### Полная потеря тяги
Приняв неверный доклад бортмеханика об отказе правого двигателя как истину, командир начал «продолжать» его ошибку. На 96-й секунде полёта авиалайнер влетел в смог, который начал экранировать факеление отказавшего левого двигателя, хорошо заметное в ночных условиях. Шлейф пламени наблюдали и очевидцы. Возникшее свечение командир принял за признак пожара в хвосте самолёта, а так как ранее он получил информацию об отказе правого двигателя, то решил, что отказавший двигатель горит. В связи с этим он подал команду на экстренное отключение правого двигателя. Между тем, когда в двигателе падают обороты ротора, а температура растёт выше максимально допустимого значения, что и наблюдал бортмеханик, то согласно РЛЭ необходимо перевести двигатель в режим малого газа, дать ему поработать так две минуты, а затем выключить. В данной же ситуации командир сперва дал команду на штатное отключение двигателя, а через 10 секунд дал команду на экстренное выключение. Если бы экипаж действовал точно по РЛЭ, то бортмеханик при обнаружении падения оборотов исправного двигателя имел возможность исправить свою ошибку по идентификации отказавшей силовой установки и ситуация могла не перейти в аварийную.
Когда бортмеханик по команде начал отключать правый двигатель перемещением РОД, то он увидел по тахометру, что при этом действии начали падать обороты работающего двигателя. Осознав ошибку, через пару секунд бортмеханик вернул РОД в рабочее положение, но к тому моменту работающий правый двигатель был уже остановлен. 8 секунд бортмеханик, вероятно, осмысливал ситуацию, после чего на 105-й секунде доложил: «Отказ полный, второй отказал». Ещё через пару секунд у находящегося на высоте 197 метров авиалайнера вертикальная скорость упала до нуля, а приборная — до 290 км/ч. Уточнив информацию, командир принял решение осуществлять вынужденную посадку вне аэродрома, о чём дважды было доложено диспетчеру.

### Катастрофа
В сложившейся аварийной ситуации командир действовал грамотно и сохранял высокую работоспособность. Но впереди по курсу были жилые кварталы, поэтому командир отвернул самолёт вправо, но с креном 36°, вместо максимально установленного 15°. Ту-134 быстро потерял высоту и в 17:54, летя по курсу 196° и снижаясь с вертикальной скоростью 10 м/с, врезался правым крылом во вспаханное поле. Авиалайнер развернуло вправо на 19° (до 215°) и он упал на землю, после чего разрушилась правая консоль крыла, а также отделился правый двигатель. Движущийся боком фюзеляж врезался в бетонное основание опоры ЛЭП-500, из-за чего оторвало хвостовую часть и стабилизатор. Через 180 метров от места первого касания земли разрушенный самолёт остановился. Ту-134 упал на юго-западной окраине города Нахичевань в 3500 метрах от торца взлётно-посадочной полосы и 800 метрах правее её оси на высоте 800 метров над уровнем моря. Пожара при этом не возникло.
Из аэропорта выехала аварийно-спасательная команда, состоящая из 20 человек и 6 машин: две скорые, две грузовых, одна пожарная и подъёмный кран. Однако команда потеряла ориентировку на местности и прибыла к месту катастрофы только через час, когда погибших и раненых уже вывезли силами местных властей и воинских частей. Всего в катастрофе погибли 52 человека (поначалу СМИ сообщали о 48—49 погибших): второй пилот, стюардесса и 50 пассажиров (сидели в центральной части). По числу жертв эта авиакатастрофа на территории Азербайджана является крупнейшей с 1991 года и третья в истории страны вообще (после катастроф Ил-76 в 1989 году и Ан-24 в 1973 году).

## Расследование
Расследованием катастрофы занималась комиссия, назначенная приказом № 30 от 6 декабря 1995 года Заместителя Председателя Межгосударственного авиационного комитета (МАК) и имевшая следующий состав:
- Председатель — заместитель начальника Управления расследования авиационных происшествий на воздушном транспорте МАК Настенко Ю. В.
- Зам. председателя — директор авиакомпании «Азалавиа» Мухтаров М. А.
- Члены комиссии:
  - заместителя начальника отдела полевого расследования МАК Гордеев Ю. С.;
  - начальник Научно-технического центра (НТЦ) МАК Цивилев Ф. С.;
  - ведущий инженер-конструктор АНТК им. А. Н. Туполева Корнеичев А. Н.;
  - главный инженер АТБ авиакомпании «Азалавиа» Керимов Э. Ш.;
  - главный специалист НТЦ МАК Тимошкин В. Е.

Также в расследовании приняли участие представители: МАК, АНТК им. А. Н. Туполева, АО «Пермские моторы», 402 АРЗ, ЦИАМ, ГосНИИ ГА, Министерства Национальной безопасности Азербайджанской Республики, Медицинского института Азербайджанской Республики, 13 ГосНИИ Эксплуатации и ремонта авиационной техники. Предварительное следствие проводилось прокуратурой Бабекского района Нахичеванской автономной республики. Уведомления о происшествии направлены эксплуатантам самолёта Ту-134 в государствах СНГ и правительственным органам Российской Федерации и Азербайджанской Республики.
Предварительные результаты расследования были оглашены Назимом Джавадовым (заместитель начальника авиакомпании) уже 26 декабря, то есть через 21 день после катастрофы. Согласно им, катастрофа произошла вследствие отказа двигателей, в чём Джавадов обвинил российский Быковский авиаремонтный завод № 402, который произвёл ремонт двигателей с нарушением стандартов.

Заключение
Причиной авиационного происшествия самолёта Ту-134Б № 65703 явилась вынужденная посадка с двумя авторотирующими двигателями вне аэродрома, приведшая к разрушению воздушного судна, в результате сочетания следующих факторов:
- самовыключения левого двигателя после отрыва самолёта от ВПП из-за разрушения вала, роторных и статорных деталей турбины в результате смещения с топливной форсунки и последующего прогара одной из жаровых труб;
- ошибочного экстренного выключения экипажем исправного правого двигателя вследствие неверной идентификации отказавшего двигателя;
- выполнением бортмехаником на взлёте функций, не предусмотренных РЛЭ — контроль значений скорости и высоты полёта;
- недостатков эргономики кабины самолёта Ту-134Б, не в полной мере обеспечивающей безошибочное определение факта отказа двигателя, идентификацию отказавшего двигателя и выполнение соответствующих ответных действий;
- необходимостью выполнения экипажем манёвра с креном, превышающим предельно допустимый, для избежания столкновения с жилыми домами, находившимися по курсу аварийной посадки самолёта.

Фактором, способствовавшим отказу левого двигателя, явилась его эксплуатация на протяжении более чем 30-ти часов с неустранённым дефектом.
— 
Помимо этого, при расследовании выявились следующие недостатки:
1. Научно-техническое сопровождение эксплуатации двигателя Д-30 осуществляется в недостаточном объёме. Техническая информация по эксплуатации двигателей эксплуатантам в страны СНГ не рассылается.
Причины прогара жаровых труб камер сгорания до конца не исследованы, рекомендации по предотвращению этих явлений неэффективны, о чём свидетельствует повторяемость дефекта.
2. В авиакомпании «Азалавиа» отсутствует тренажёр Ту-134Б, тренажи с лётным составом проводятся в кабинах самолёта. Это допускается инструкцией по ОЛР, но не позволяет отработать соответствующий динамический стереотип у членов лётных экипажей.
3. РЛЭ самолёта Ту-134Б не содержит изменения в технологии действий членов экипажа и перераспределение обязанностей для случая, когда самолётом управляет второй пилот.

Рекомендации
1. Провести дополнительные исследования по установлению причины отказа левого двигателя самолёта в последнем полёте, а также анализ причин отказов двигателей Д-30, имевших аналогичные проявления.
2. Разработать и внедрить рекомендации по дальнейшей эксплуатации двигателей Д-30 III серии.
3. Разработать единые правила научного сопровождения эксплуатации двигателей вне зависимости от государственной принадлежности разработчика, изготовителя и эксплуатанта.
4. Рассмотреть вопрос о целесообразности изменения компоновки пульта контроля работы двигателей на самолёте Ту-134 Б с целью исключения ошибки экипажа.
5. Рассмотреть вопрос о внесении в РЛЭ самолёта Ту-134 дополнений, направленных на исключение ошибочных действий экипажа при отказах двигателей на взлёте, а также добавлении раздела, определяющего порядок взаимодействия экипажа при пилотировании самолёта с рабочего места 2-го пилота.— 